# Katarakt u Danskom prolazu
Katarakt u Danskom prolazu podvodni je vodopad pronađen na zapadnoj strani Danskog prolaza u Atlantskom oceanu, u arktičkom krugu između Islanda i Grenlanda. To je najviši podvodni vodopad na svijetu, s vodom koja pada gotovo 3.505 metara (11.500 stopa). 
Nastaje zbog temperaturne razlike između vodenih masa s obje strane Danskog prolaza, a istočna je puno hladnija od zapadne. Zbog različitih gustoća masa uzrokovanih ovom temperaturnom razlikom, kada se dvije mase susretnu duž gornjeg grebena tjesnaca, hladnija, gušća voda teče prema dolje i ispod toplije, lakše vode, stvarajući tako protok vode prema dolje. 
Smatra se da katarakt u Danskom prolazu prelazi 5 milijuna kubnih metara u sekundi, što ga čini 350 puta obimnijim od izumrlih vodopada Guaíra na granici Brazila i Paragvaja, za koje se nekada smatralo da su najobimniji vodopad na Zemlji, koji su bili 12 puta obimniji od Viktorijinih slapova.   
Prijevod danskog i norveškog imena je Grenlandska pumpa.

## Vanjske poveznice
- Sjevernoatlantska cirkulacijska pumpa [treba ažurirati]
- Dijagrami u New Scientistu, 2012 [
- Dijagram na web mjestu Nacionalne oceanske službe  Arhivirana inačica izvorne stranice od 14. studenoga 2018. (Wayback Machine)
- Proc. 'Envisat Symposium 2007', Montreux, Švicarska od 23. do 27. travnja 2007. (ESA SP-636, srpanj 2007.)[
- La circulation oceanique